# Amor e intrigas
Amor e Intrigas es una telenovela brasileña producida y emitida por la Rede Record entre el 20 de noviembre de 2007 y el 22 de julio de 2008. Fue escrita por Gisele Joras en colaboración con Antônio Carlos de Fontoura, María Luiza Ocampo, Melissa Cabral, Valéria Motta y Emílio Boechat y dirigida por Edson Spinello. Su texto fue supervisado por Luiz Carlos Maciel y Esta  protagonizada por Vanessa Gerbelli y Luciano Szafir   y con la participación antagónica de Renata Domínguez.

## Trama
Amor e Intrigas narra la historia de las hermanas Alice y Valquiria Pereira, nativas de Ouro Preto en Minas Gerais.
Valquiria es una joven ambiciosa y calculadora que no está satisfecha con la vida simple que lleva. Poseída por la ambición, roba a Dima, su madre, con la ayuda de Jacira, una de las costureras, y se traslada a Río de Janeiro. Sorprendida por el robo y muy afectada, Dima muere. Alice jura tomar venganza contra su hermana por la muerte de su madre y se va a Río. 
Cuando llega a Río, Alice conoce al rico y elegante Felipe de Albuquerque Junqueira, hijo de la viuda Dorotéia, una mujer arrogante que manipula el legado de su rico esposo para tomar el control de la empresa, afectando adversamente a sus hijos Felipe y Deborah. Dorotéia había escondió al niño que tuvo como resultado de una relación extramatrimonial con Romeo Toscano, el mejor amigo de su difunto esposo. Temiendo que la verdad salga a la luz, colabora para que Romeo abandone el país. Este vuelve treinta años después.
Alice y Felipe tienen una relación amorosa apasionada, pero para vivir este amor, Alice cara Dorotéia espera que manipular el niño y esto puede otras cosas, el Alexandra Prado Guimaraes, exnovio de Felipe. Juntos, los dos tramam diversas intrigas con el fin de destruir a Felipe y a su novia Alice. Entre otras cosas, las consecuencias de las intrigas de ellos son Alice, procede desestimar el recurso en dos ocasiones y tomar una foto. También Felipe ve a Alice en la cama con Alexandra. Después de las intrigas de Dorotéia y Alexandra, Alicia y Felipe finalmente se separan y ella inicia una relación con Pedro, hijo de Celeste, feliz propietario de una pensión.
Mientras tanto, Valquiria vive en el lujo con el dinero que robó a la familia. Ella se enamora de Petrônio Lima, un criminal que está pasando por Francisco, sobrino de Celeste. Pero Kiko, el verdadero sobrino de Celeste, reaparece y Petrônio se fuga.
Alexandra se casa con Pablo Calixto, uno de los mejores amigos de Felipe, y abandona el marco de Dorotéia daño a la relación de Felipe y Alice. Mientras tanto, Alexandra mantiene un amante: Jurandir Silveira, un criminal amigo de Petrônio que contratara a instancias de Dorotéia de asalto Alice (que disparó).
Kiko empieza a trabajar en compañía de Dorotéia, donde Neide, el secretario de Felipe, sabe que mantuvo una relación secreta con Pablo, que hizo todo lo posible para ocultar su relación con ella. A pesar de la diferencia de edad entre dos, Kiko y Neide inician una relación que dura, y durante una gran noche, Alexandra besa Jurandir. Neide informa a Paul lo que ella vio, pero él se niega a creer. Alexandra va a la casa de Dorotéia y pide la supresión de Neide la empresa, de lo contrario a Alice acerca de las trampas de los dos. Dorotéia se niega a dimitir y Neide Alexandra Alice cuenta todas las trampas de los dos en contra de ella y Felipe.
Jurandir secuestra a Alice a instancias de Valquiria y conduce a un barco. Un accidente que participan la desaparición y muerte de ella. Al tener conocimiento de la muerte de Jurandir, Alexandra enlouquece y comienza a ver que en todos lados (en un marco similares a Doña Flor y sus dos maridos).
Alice es dada como muerta después de que la policía haya sido incapaz de encontrar su cuerpo, y con el apoyo de Dorotéia, Valquiria inicia un noviazgo con Felipe. En el día de la boda entre Felipe y Valquiria, Alice y Felipe reaparecen en cuenta todos. Su madre trampas contra la unión de la pareja. Felipe acaba de romper con su madre.Rencorosa por haber perdido a Felipe y Alice, Valquiria se une a la familia de Petrônio y los dos deciden extorsionar Dorotéia sevcuestrando a Felipe. Dorotéia, sin embargo, se niega a pagar ese rescate y Petrônio amenaza con matarlo. Finalmente, Ptronio cumple su palabra y los dos mueren. Alice se ve en el cuerpo de la hermana y lamenta el hecho de la vida que acaba de esa manera.Má tarde, Dorotéia llega a la superficie y sin el control de la empresa y sin la compañía de los niños o empleados, tiene una depresión nerviosa luego de ver el anuncio del matrimonio de Felipe y Alice en el periódico y enlouquece.

## Reparto
- Vanessa Gerbelli - Alice Pereira
- Renata Domínguez - Valquiria Pereira
- Luciano Szafir - Felipe Junqueira de Albuquerque
- Heitor Martínez - Petrônio Lima / Francisco
- Ester Góes - Dorotéia Junqueira de Albuquerque
- André Bankoff - Pedro Camargo de Souza
- Bianca Castanho - Antônia Fraga
- Adriana Garambone - Débora Junqueira de Albuquerque
- Denise Del Vecchio - Celeste Camargo de Souza
- Jonas Bloch - Camilo Fraga
- Otaviano Costa - Bruno Molinaro
- Mylla Christie - Rafaela Noronha
- Paulo Figueiredo - Romeu Toscano
- Nicola Siri - Mário Motta
- Cássia Linhares - Sílvia Dias
- Léo Rosa - João Prado Guimarães Neto
- Guilherme Boury - Marcos Fraga
- Daniel Dalcin - Daniel Junqueira de Albuquerque Motta
- Fanny Georguleas - Beatriz (Bia)
- Gabriela Durlo - Christina Camargo de Souza (Chris)
- Francisca Queiroz - Alexandra Prado Guimarães Calisto
- Eliete Cigarini - Adelaide Prado Guimarães
- Luiz Guilherme - Anselmo Alves
- Bruna di Túllio - Fabíola Castro
- Cláudio Gabriel - Jurandir Silveira
- Carlos Bonow - Luciano Mendonça
- Gorete Milagres - Jacira
- Laila Zaid - Janaína Paiva
- Márcio Kieling - Francisco Feliciano Camargo Serrano da Graça (Kiko)
- Valéria Alencar - Neide
- Keruse Bongiolo - Ana
- Roberto Pirillo - Otávio
- Maria Cláudia - Eugênia Dutra
- Sônia Guedes - Dora Molinaro
- Rogério Fróes - Giuseppe Molinaro
- Matheus Rocha - Paulo Calisto
- Manoelita Lustosa - Telma Dias
- Jorge Pontual - Rodrigo
- Lívia Rossi - Joyce Ferreira
- Sérgio Menezes - Paco Loyola
- Castrinho - Alcebíades (Pierre)
- Alberto Bardawill - Cícero
- Rose Lima - Eva
- Cris Carniato - Carol
- Delano Avelar - Maverique
- Yasmin Gazal - Shirley
- Joel Silva - Delegado Pedroso
- André Guerreiro - Nonato
- Daniel Darchangelo - Tadeu
- Luiz Carlos de Moraes - Dr. Cardoso
- Rogério Brito - Sérgio
- Lucas Cotrim - Hugo Camargo de Souza
- Leonardo Branchi - Fabrício
- Peter Brandão - Cupim

### Participaciones especiales
- Ângela Leal - Dilma Pereira
- Sílvia Bandeira - Marília Fraga
- Camila Guebur - Vitória
- Silvia Bandeira - Marilía Fraga
- Thatiana Pagung - Keyla Trovoada
- Aldri Anunciação - Uórdison
- Xando Graça - médico
- Rogério Barros - Alvarenga
- Wendel Barros - Neurose
- Samir Murad - Ranulfo

## Temas musicales
1. "Como é Grande o Meu Amor por Você" – Davi Moraes (tema de apertura)
2. "Qual é?" – Marcelo D2 (tema de Petrônio)
3. "Garganta" – Antônio Villeroy (tema de Valquíria)
4. "Guiding Star" – André Leonno (tema de Alice)
5. "Se Eu Não Te Amasse Tanto Assim" – Fábio Jr. (tema de Felipe)
6. "Qué Será" – Diego Torres (tema de Celeste)
7. "Rio da Morena" – Nico Rezende (tema de Christina)
8. "Quem Dera" – RUB (tema de locação: Caleidoscópio)
9. "Showing" – Doug Wayne e Sérgio Carrer
10. "Minha Garota" – Wilson Sideral (tema de Neide y Kiko)
11. "Você me acende" – A Bolha e Erasmo Carlos (tema de Bruno)
12. "Casaco Marrom" – DNA (tema de Mário)
13. "Você Me Faz Tão Bem" – Detonautas Roque Clube (tema de Marcos)
14. "Antes do Fim" – Thaeme Mariôto (tema de Rafaela)
15. "La llave de mi corazón"– Juan luis guerra(tema de telma)